# Great Day in the Morning
Great Day in the Morning is een Amerikaanse western uit 1956 onder regie van Jacques Tourneur. De film werd destijds uitgebracht onder de titel Ik vecht voor geld.

## Verhaal
Owen Pentecost wint een hotel in een kaartspel. Hoewel de Verenigde Staten aan de rand van een burgeroorlog staan, weigert Pentecost partij te kiezen in het conflict. Dat verandert allemaal op het ogenblik dat hij vriendschap sluit met de zoon van een man die hij heeft vermoord.

## Rolverdeling
| Acteur           | Personage              |
| ---------------- | ---------------------- |
| Virginia Mayo    | Ann Merry Alaine       |
| Robert Stack     | Owen Pentecost         |
| Ruth Roman       | Boston Grant           |
| Alex Nicol       | Kapitein Stephen Kirby |
| Raymond Burr     | Jumbo Means            |
| Leo Gordon       | Zeff Masterson         |
| Regis Toomey     | Vader Murphy           |
| Carleton Young   | Kolonel Gibson         |
| Donald MacDonald | Gary John Lawford      |